# Ornatifilum
Ornatifilum (do latim ornatus + filum, filamento ornamentado) é um gênero artificial usado para categorizar filamentos ramificados de pequeno porte com ornamentação externa.
Foi aplicado a microfósseis de idade Devoniana com afinidades fúngicas, embora esses táxons tenham sido posteriormente reconhecidos como uma forma de crescimento inicial de Tortotubus [en].

## Contexto
O gênero artificial Ornatifilum foi criado por Burgess e Edwards em 1991 para descrever fósseis tubulares obtidos por maceração ácida do Siluriano Superior. Projetado como um gênero de forma, tinha o objetivo de auxiliar na estratigrafia e na reconstrução ambiental, já que os fósseis não apresentam características suficientes para uma classificação precisa, mesmo ao nível de reino.
Os organismos são compostos por tubos com cerca de 10 μm de diâmetro, exibindo uma textura superficial granular e ornamentada. Esses fósseis foram comparados a fósseis do Siluriano Superior (época Ludlow) recuperados dos leitos de Burgsvik [en] por Sherwood-Pike e Gray, e o gênero foi utilizado quando fósseis semelhantes foram encontrados na ilha escocesa de Kerrera [en] por Charles Wellman dez anos depois. Filamentos semelhantes, mas sem ornamentação, são conhecidos nos Estados Unidos. Contudo, esses últimos fósseis foram reclassificados como Tortotubus.

## Ornatifilum granulatum
A espécie-tipo do gênero é formada por filamentos achatados, possivelmente devido à pressão pós-enterro. A ramificação ocorre geralmente em ângulos obtusos, com grânulos de tamanhos irregulares concentrados nos pontos de ramificação. São frequentemente encontrados como indivíduos isolados, mas, em alguns casos, agrupam-se em "tecidos", como descrito por Wellman. Os filamentos são septados, com septos que se assemelham a "pontos de pinçamento", onde o tubo é ligeiramente estreitado, como um balão torcido. Não há sinais de perfuração nos septos; esporos perfurados são encontrados apenas em algas vermelhas e fungos, mas sua ausência não exclui a possibilidade de pertencerem a esses grupos, já que as perfurações são difíceis de observar ou registrar. Não há outras características diagnósticas que permitam classificar esta espécie em um grupo específico. A ornamentação superficial é uma característica convergente comum, presente, por exemplo, em Marchantiophyta e alguns fungos, o que não auxilia na classificação.
Os espécimes são mais comuns em ambientes próximos à costa, mas nunca são abundantes.

## Ornatifilum lornensis
Ornatifilum lornensis é um sinônimo júnior de Tortotubus protuberans. Apresenta uma aparência mais complexa que O. granulatum. Sua ornamentação superficial, que cobre a maior parte da superfície de forma uniforme, inclui uma variedade de formas, como "grana, coni, spinae verrucae e, ocasionalmente, plia" Além disso, ramificações laterais e protuberâncias em forma de frasco emergem ocasionalmente dos tubos, onde a ornamentação é maior (2,5 μm em vez de ~1 μm). Essas ramificações geralmente ocorrem em pares ao longo do filamento principal.